# Плуцкі
Плуцкі (пол. Płucki) — село в Польщі, у гміні Лаґув Келецького повіту Свентокшиського воєводства.
Населення — 277 осіб (2011).
У 1975-1998 роках село належало до Келецького воєводства.

## Демографія
Демографічна структура на день 31 березня 2011 року:
|          | Загалом | Допрацездатний вік | Працездатний вік | Постпрацездатний вік |
| -------- | ------- | ------------------ | ---------------- | -------------------- |
| Чоловіки | 140     | 22                 | 101              | 17                   |
| Жінки    | 137     | 32                 | 73               | 32                   |
| Разом    | 277     | 54                 | 174              | 49                   |